# Patio Bonito (Bogotá)
Patio Bonito es un barrio y una Unidad de Planeamiento Local (UPL) en Kennedy, al suroccidente de Bogotá.

## Historia
Previo a la urbanización del sector, la zona que hoy corresponde a Patio Bonito era parte del cauce del río Bogotá. Los muiscas llamaban a la zona «Te Chio» (nuestra laguna), y los colonos españoles que se apoderaron de la tierra la bautizaron como la hacienda «Los Pantanos».
En 1971, con la apertura de Corabastos, empezaron a aparecer barrios alrededor de la entonces nueva central de abastos, tales como El Llanito y Llanogrande. Un año después, en 1972, los entonces dueños del predio que hoy corresponde al primer sector de Patio Bonito, Moreno Escobar y Fernando Samario Chaparro, decidieron dividir la zona en lotes para vender. Dueños de predios vecinos, siguiendo el ejemplo de Moreno Escobar y Samario Chaparro, hicieron lo mismo con sus haciendas. Las primeras personas que compraron los lotes de la zona fueron comerciantes de Corabastos, debido a su proximidad con la zona y, al ser Patio Bonito en la época una zona con lotes a precios bajos, la mayoría de los compradores eran migrantes y desplazados por el conflicto armado de otras zonas del centro de Colombia.
Patio Bonito inicialmente carecía de servicios de acueducto y alcantarillado, razón por la que el 4 de agosto de 1978, el salón comunal del barrio, en su Acta 4, solicitó al distrito construir un sistema de acueducto y alcantarillado para el barrio. El distrito no inició obras para el alcantarillado sino hasta dos años después de que el salón comunal le enviase la solicitud.
El 28 de octubre de 1979, el río Bogotá se desbordó e inundó varios barrios de la ciudad, el más gravemente afectado siendo Patio Bonito. El 21 de noviembre del mismo año, el barrio sufrió de otra inundación a causa de una fuerte lluvia que también afectó a varios otros sectores de la ciudad, destruyendo varias de las casas del barrio, afectando a más de 15 mil personas. Tras el desastre, 1000 de las 11 mil familias afectadas recibieron casas en el barrio Meissen de Ciudad Bolívar entregadas por una organización sin ánimo de lucro, mientras que el resto de habitantes del sector tuvieron que reconstruir sus viviendas con poco o nulo apoyo estatal. Más inundaciones ocurrirían en el futuro debido al pobre mantenimiento del deteriorado servicio del alcantarillado, con las condiciones salubres del barrio afectadas también por basureros en medio de las calles tapando el alcantarillado. La situación empeoró con la construcción de la Avenida Cali. El 1 de mayo de 1980, otra lluvia torrencial inundo 30 casas alrededor del sector.
En 1980 se abrió el relleno sanitario Gibraltar, aledaño a Patio Bonito. Nombrado en honor al territorio ibérico homónimo, el relleno fue ideado como una barrera que protegiese el sector de inundaciones, pero, a 1981, debido a su pobre administración, terminó convirtiéndose en una amenaza para el medio ambiente de la zona. En 1988, tras una crisis sanitaria en toda la ciudad, un paro de trabajadores de la hoy extinta Empresa Distrital de Servicios Públicos (EDIS) y una protesta por los habitantes del sector que bloqueó el acceso al relleno, éste fue cerrado y reemplazado por el relleno de Doña Juana. Más de tres décadas después, en los 2020s, las obras de la PLMB desenterraron toneladas de basura en el antiguo relleno que habían hasta entonces permanecido bajo tierra desde su cierre, incluyendo residuos de origen médico.
En 1984, un grupo de familias recolectoras fueron expulsadas de la zona industrial de Puente Aranda (centro-occidente de la ciudad) y trasladadas a los alrededores del relleno Gibraltar, incluyendo Patio Bonito. Los residentes originales de la zona inicialmente estigmatizaron a las familias recolectoras como «imanes de delincuencia», pero, con el paso del tiempo, las familias fueron integradas a la comunidad del barrio.

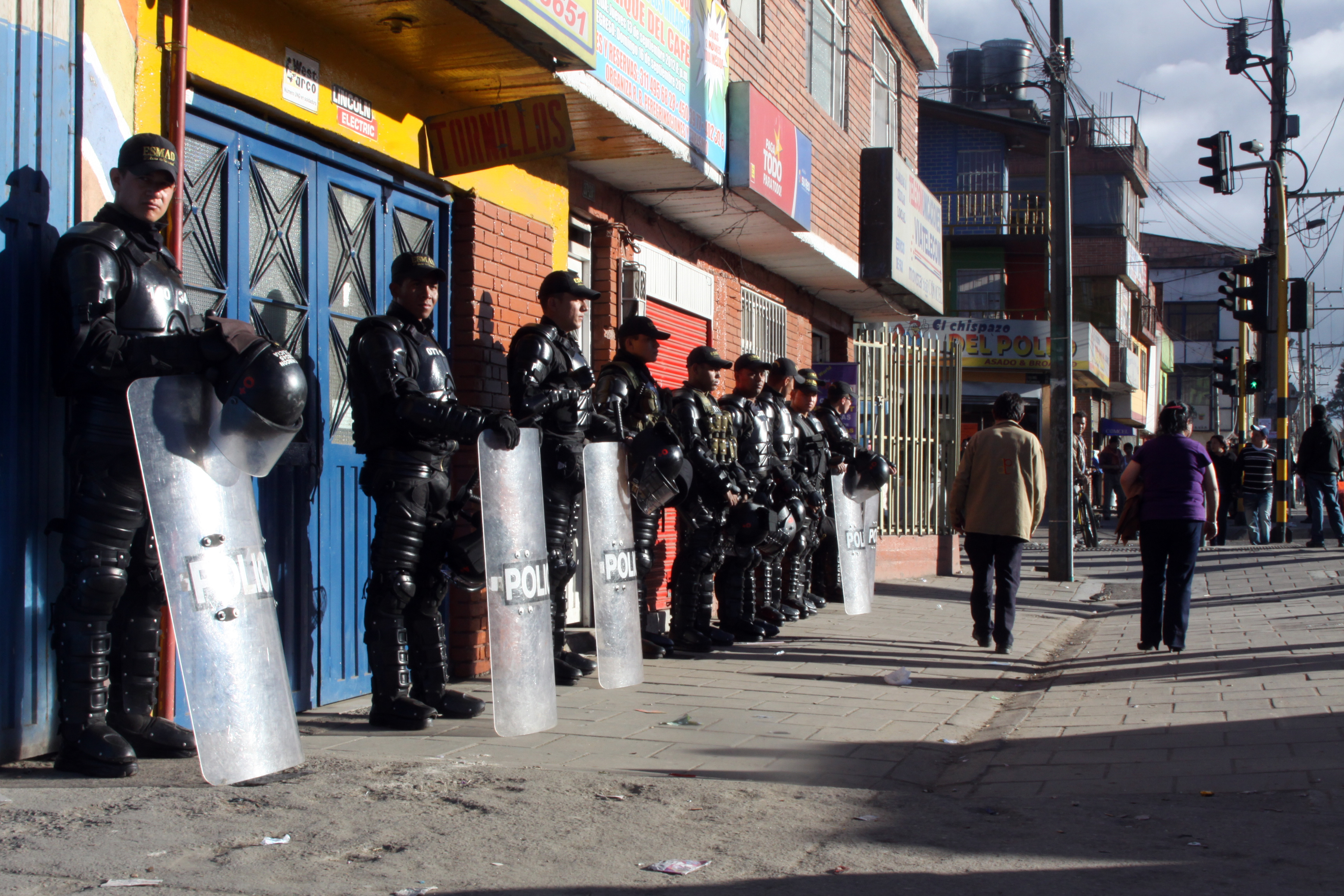
Polícías en una intervención al barrio en 2012

Patio Bonito ha sido frecuentemente listado como uno de los barrios más peligrosos de Bogotá, siendo comparado por las autoridades distritales con barrios como Santa Inés (zona del antiguo El Cartucho) o Las Cruces, atribuido al diseño laberíntico de las calles de la zona, que permiten a los delincuentes escapar fácilmente de la zona del crimen, así como a la falta de presencia del estado en la zona. Otros barrios de la UPL, como El Amparo o María Paz también son frecuentemente listados como entre los más peligrosos de la ciudad.

## Administración
Los Decretos 398 de 2004 y 337 de 2009 reglamentaron la ahora extinta UPZ 82 (Patio Bonito), delimitada por la Avenida Cali al suroriente, y al norte por la Avenida El Tintal (Carrera 89B) entre la Avenida Manuel Cepeda Vargas (Calle 6) y la Avenida de los Muiscas (Calle 38 Sur), así como por la última avenida desde aquel punto hasta el río Bogotá. Los Decretos 263 de 2010 y 504 de 2012 hicieron lo propio con la también extinta UPZ 80 (Corabastos), en sí delimitada por la Avenida Cali al noroccidente.
En 2022, con la abolición de las UPZ y su reemplazo por las UPL, se creó la UPL de Patio Bonito, que incorpora las antiguas UPZ de Patio Bonito y Corabastos y los barrios de Osorio III, Calandaima y Galán de la extinta UPZ de Calandaima.

### Límites
| Noroeste: Mosquera Río Bogotá        | Norte: Mosquera Río Bogotá                | Nordeste: Tintal Canal Américas               |
| Oeste: Porvenir Canal Tintal II      |                                           | Este: Tintal Avenida Manuel Cepeda Vargas     |
| Suroeste: Edén Avenida Villavicencio | Sur: Kennedy (UPL) Avenida Agoberto Mejía | Sureste: Kennedy (UPL) Avenida Agoberto Mejía |

Históricamente, el límite suroriental de Patio Bonito fue la Avenida Ciudad de Cali.

## Transporte

### Transporte particular
Patio Bonito tiene numerosas vías de acceso para vehículos particulares:
- La Avenida Manuel Cepeda Vargas
- La Avenida Agoberto Mejía
- La Avenida Cali (Carrera 86)
- La Avenida Tintal (Carrera 89)
- La Avenida de los Muiscas (Calle 38 Sur)
- La Avenida Villavicencio (Calle 43 Sur)

### Troncal de TransMilenio

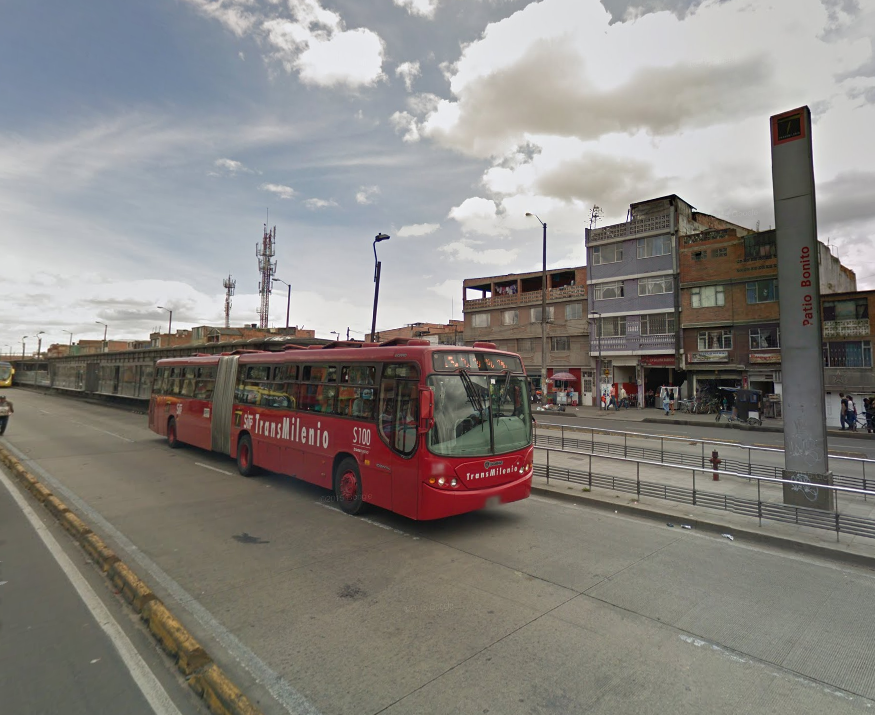
Estación de Patio Bonito

En Patio Bonito operan dos estaciones de TransMilenio: Biblioteca Tintal y Patio Bonito, ambas ubicadas en la Avenida Ciudad de Cali y pertenecientes a la Troncal F (Américas).

### Metro de Bogotá
Patio Bonito tendrá tres estaciones de la primera línea del Metro, todas al límite occidental de la UPL: Carrera 94 (que compartirá con Porvenir), Portal Américas y Carrera 80 (ambas las cuáles compartirá con Edén).

### Transporte informal
Como en muchas otras zonas de Bogotá, en las partes más aisladas del barrio, los bicitaxis son comunes. Los bicitaxis son un servicio no regulado que opera en la informalidad, usado principalmente para recorrer distancias cortas o para llegar de o a zonas con pobre cobertura del transporte público.